# Cylindrobasidium torrendii
Cylindrobasidium torrendii är en svampart som först beskrevs av Giacopo Bresàdola, och fick sitt nu gällande namn av Hjortstam 1983. Cylindrobasidium torrendii ingår i släktet Cylindrobasidium och familjen Physalacriaceae.   Inga underarter finns listade i Catalogue of Life.